# Abadia do Paracleto
A Abadia do Paracleto (também Abbaye du Paracletu, Latim: Paraclitus) ou Convento do Paráclito, foi um convento perto do rio Ardusson, entre Ferreux-Quincey e Saint-Aubin , no Departamento de Aube, fundado por Pedro Abelardo.

## História
Foi fundada entre 1122-1123 por Pedro Abelardo uma ermida com a oratória, que pouco depois foi consagrado com o nome de Paracleto (um nome bíblico para o Espírito Santo). Logo Abelardo se estabeleceu ali com seus alunos, e eles querendo obter informações e aulas do famoso professor de teologia.
Depois de 1128, quando Abelardo foi eleito abade do mosteiro de Saint-Gildas-de-Rhuys, ele deixou o Paráclito. Quando o Abade Suger de Saint-Denis expulsou as monjas beneditinas em 1129, as monjas beneditinas de Argenteuil com sua prioresa, Heloísa, Abelardo deu-lhes a propriedade do Paracleto. Abelardo lhe escreveu hinos, sermões e regras religiosas para o novo convento e permaneceu associado como conselheiro espiritual para Heloísa.
Heloísa se tornou abadessa do Paráclito e passou o resto de sua vida lá. Ela e Abelardo foram enterrados juntos lá a partir de 1142 (quando Abelardo foi enterrado, em seguida, Heloísa quando ela morreu em 1164) até 1792, quando seus restos mortais foram transferidos para a igreja de Nogent-sur-Seine, que fica nas proximidades.
Na época da Revolução Francesa, o convento foi dissolvido. O edifício do convento foi vendido pelo Estado em 14 de Novembro de 1792 e quase completamente removido até 1794.

## Após a demolição
Hoje, no local antigo convento há uma mansão chamada "Maison abbatiale"; no entanto, é um novo edifício do século XIX.
Do antigo mosteiro existe apenas cripta, onde Heloisa e Abelardo foram enterrados. O lugar é decorado com um obelisco, e ao lado dele é uma capela, um memorial recente.